# Rebekka Haase
Rebekka Haase (* 2. Januar 1993 in Zschopau) ist eine deutsche Leichtathletin, die sich auf 100- und 200-Meter-Läufe spezialisiert hat. Zu ihren größten Erfolgen zählt der Gewinn der Goldmedaille bei den Europameisterschaften 2022 in München und der Bronzemedaille bei den Olympischen Spielen 2024 in Paris jeweils mit der 4-mal-100-Meter-Staffel der Frauen.

## Berufsweg
Haase studiert Psychologie an der Technischen Universität Chemnitz.

## Sportliche Laufbahn
Rebekka Haase wurde bei den Olympischen Jugendspielen 2010 in Singapur Achte im 100-Meter-Lauf. Bei den Junioreneuropameisterschaften 2011 in Tallinn erreichte sie die Halbfinalrunde.
Der Durchbruch in der Aktivenklasse gelang ihr 2014 auf der doppelten Distanz. Im 200-Meter-Lauf siegte sie bei den Deutschen Hallenmeisterschaften in Leipzig und bei den Deutschen Meisterschaften in Ulm. Bei den Europameisterschaften in Zürich erreichte sie über 100 Meter die Halbfinalrunde. Mit der deutschen 4-mal-100-Meter-Staffel schied sie nach einem Wechselfehler zwischen ihr und Tatjana Pinto im Vorlauf aus.

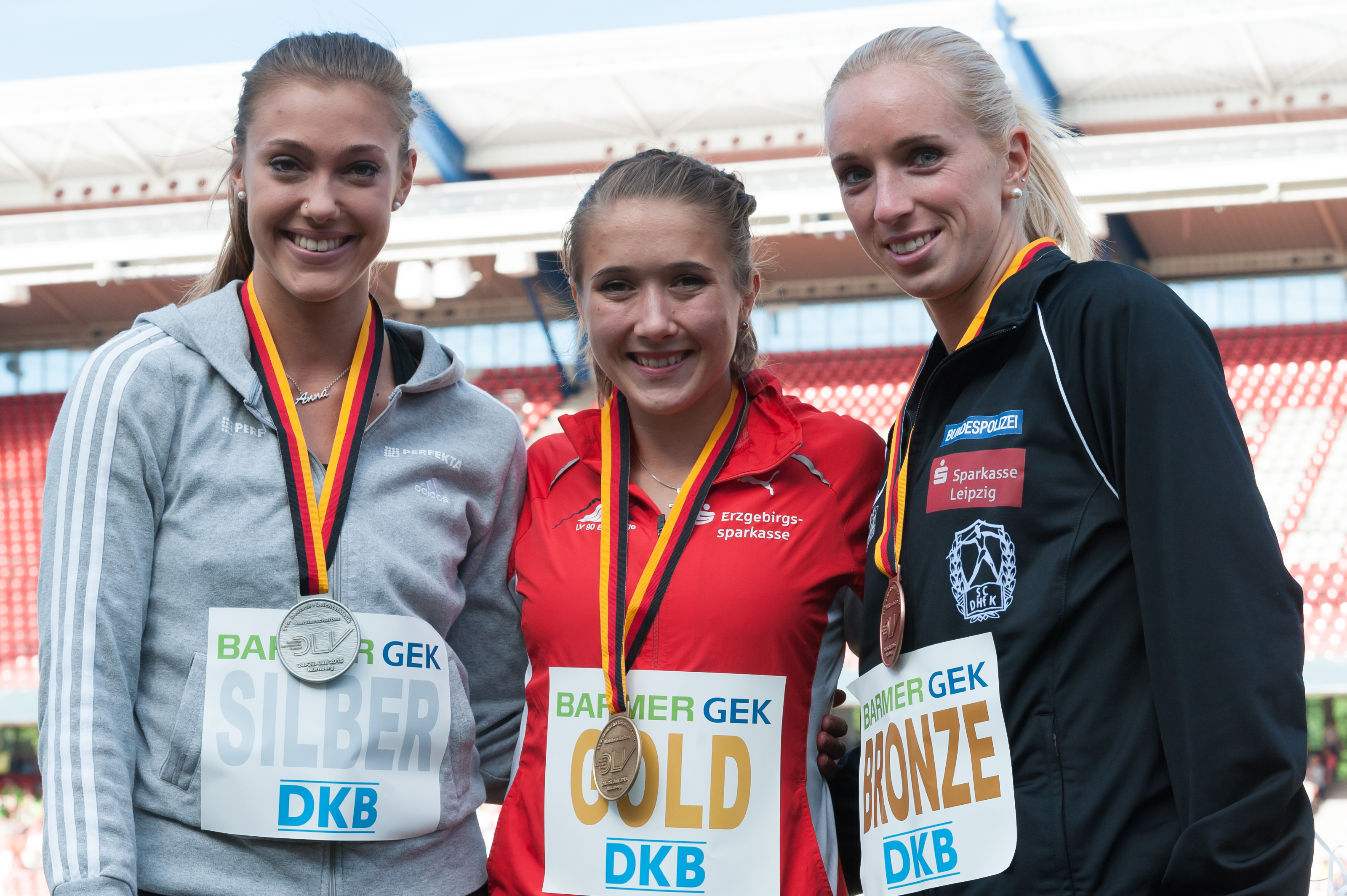
Rebekka Haase (m.) bei der Siegerehrung zur Deutschen Meisterschaft 2015, daneben Anna-Lena Freese (l.) und Cindy Roleder (r.)

2015 verteidigte Haase ihren Titel über 200 Meter bei den Deutschen Hallenmeisterschaften in Karlsruhe erfolgreich. Bei den IAAF World Relays in Nassau führte sie die deutsche 4-mal-200-Meter-Staffel als Startläuferin zur Bronzemedaille. Bei den U23-Europameisterschaften in Tallinn gewann sie die Titel im 100- und im 200-Meter-Lauf sowie mit der 4-mal-100-Meter-Staffel. Zwei Wochen später siegte sie bei den Deutschen Meisterschaften in Nürnberg mit neuer persönlicher Bestleistung von 22,95 s über 200 Meter. Außerdem wurde sie im 100-Meter-Lauf Zweite. Bei den Weltmeisterschaften in Peking belegte sie mit der deutschen 4-mal-100-Meter-Staffel den fünften Platz. Des Weiteren trat sie über 100 Meter an, schied hier jedoch nach der Vorrunde aus.
2016 verteidigte Haase in Leipzig ihren Deutschen Hallenmeistertitel über 200 Meter und wurde über 60 Meter Vizehallenmeisterin. Bei den Deutschen Meisterschaften in Kassel kam sie über 100 Meter auf den dritten und über 200 Meter auf den vierten Platz. Die Normen für die Olympischen Spiele in Rio de Janeiro erfüllte Haase Mitte Mai zum Abschluss des Trainingslagers in Clermont (Florida) beim NTC Athletics Pure Elite Meet für die 100- und 200-Meter-Distanz. Bei den Europameisterschaften 2016 in Amsterdam gewann sie mit der deutschen Sprintstaffel die Bronzemedaille. Bei den Olympischen Spielen führte sie die deutsche Staffel als Schlussläuferin zum vierten Platz. Dagegen schied sie im 100-Meter-Lauf bereits nach den Vorläufen aus.
Anfang 2017 hatte Haase drei persönliche Hallenbestleistungen aufgestellt: Über 60, 200 und 300 Meter. Beim Abendsportfest in Erfurt lief sie die 300 Meter in 36,92 s und beendete den 60-Meter-Lauf nach 7,14 s, womit sie sich für die Halleneuropameisterschaften in Belgrad qualifizierte. In Leipzig wurde Haase mit 22,77 s Deutsche Hallenmeisterin über 200 Meter. Im 60-Meter-Lauf wurde sie hinter Gina Lückenkemper mit 7,16 s Vizemeisterin. Im April gewann Haase gemeinsam mit Lara Matheis, Tatjana Pinto und Gina Lückenkemper die Silbermedaille in der 4-mal-200-Meter-Staffel in einer Zeit von 1:30,68 min bei den IAAF World Relays 2017 auf den Bahamas. Die Mannschaft setzte sich dabei knapp gegen das Team aus den Vereinigten Staaten durch. Im nordfranzösischen Lille wurde Haase Team-Europameisterin. Sie startete im beim 200-Meter-Lauf für die eigentlich eingeplante Lisa Mayer und belegte hinter Maria Belimbasaki aus Griechenland und Anna Kiełbasińska aus Polen den dritten Platz. Zudem wurde sie in der 4-mal-100-Meter-Staffel eingesetzt und gewann gemeinsam mit Lara Matheis, Alexandra Burghardt und Gina Lückenkemper. In Erfurt wurde sie Deutsche Vizemeisterin hinter Gina Lückenkemper im 100-Meter-Lauf und im 200-Meter-Lauf hinter Laura Müller.
Bei den Europameisterschaften 2018 in Berlin war sie Schlussläuferin der 4-mal-100-Meter-Staffel und gewann mit Lisa Marie Kwayie, Gina Lückenkemper und Tatjana Pinto Bronze.
2020 fand Haase Mitte des Jahres nach zwei schweren Jahren mit Fußproblemen zu ihrer alten Stärke zurück, als sie bei der Sparkassen-Gala in Regensburg mit deutscher Jahresbestzeit von 11,11 s den 100-Meter-Lauf für sich entschied.
2022 im Juni wurde Haase in Berlin über 200 Meter in 23,02 s Deutsche Meisterin und Zweite über 100 Meter in 11,20 s. Einen Monat später gewann sie bei den Weltmeisterschaften in Eugene die Bronzemedaille mit der 4-mal-100-Meter-Staffel (Tatjana Pinto, Alexandra Burghardt, Gina Lückenkemper, Haase).

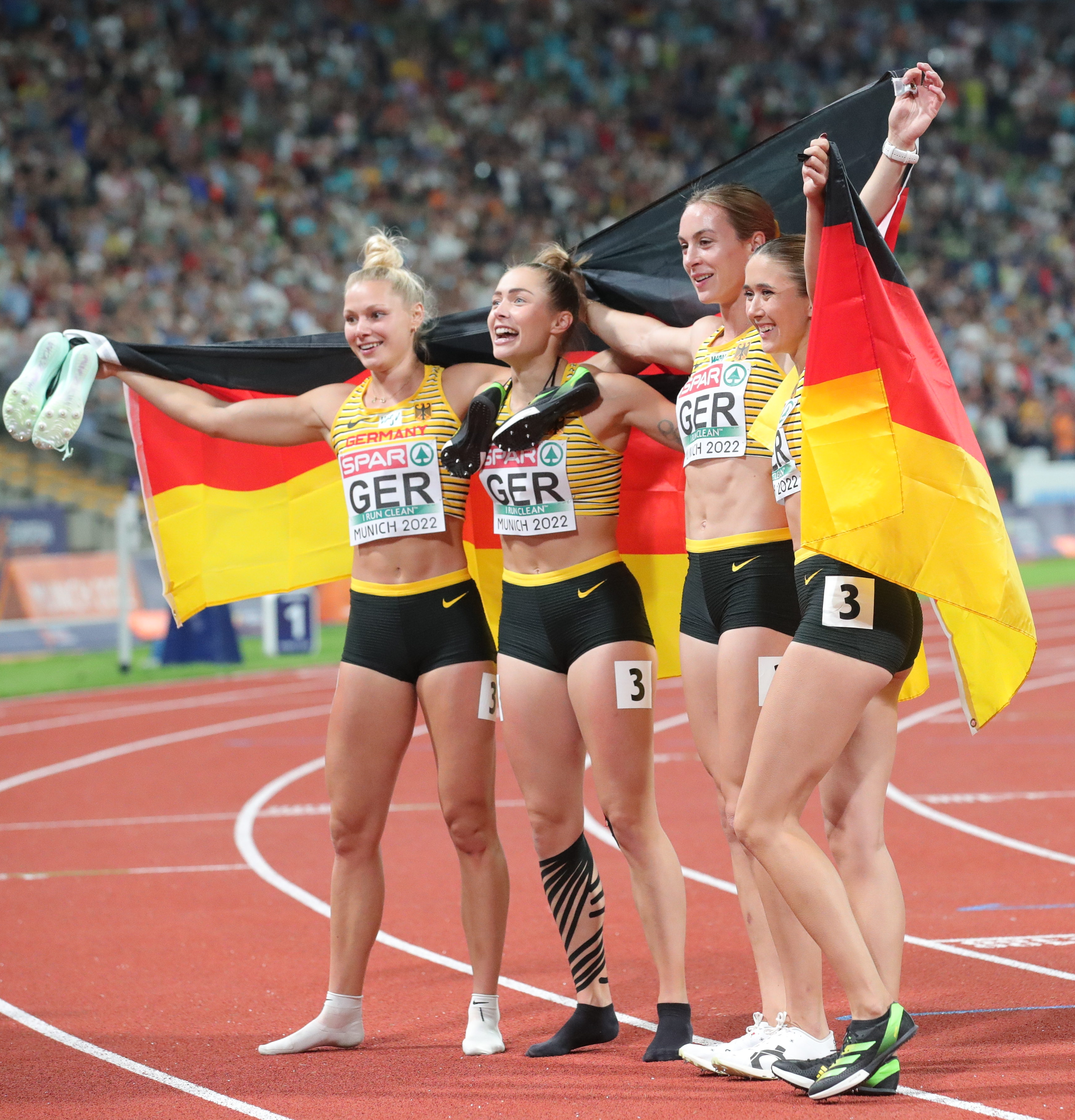
Rebekka Haase (rechts) zusammen mit Gina Lückenkemper, Lisa Mayer und Alexandra Burghardt nach dem Gewinn der Goldmedaille im 4 × 100 m bei den Europameisterschaften 2022

Am 21. August 2022 gewann sie zusammen mit Alexandra Burghardt, Lisa Mayer und Gina Lückenkemper bei den Europameisterschaften in München Gold im Staffellauf der Frauen über 4-mal 100 Meter mit einer Zeit von 42,34 s.
Bei den Deutschen Hallenmeisterschaften am 17. Februar 2024 in Leipzig siegte Haase im 60-Meter-Lauf mit einer Tausendstelsekunde vor der zweitplatzierten Alexandra Burghardt und der drittplatzierten Tiffany Eidner und sicherte sich die Goldmedaille. Einen Tag später holte sie sich in einer Zeit von 23,15 s vor Lisa-Marie Kwayie und Jessica-Bianca Wessolly im 200-Meter-Lauf ihre zweite Goldmedaille. Bei den Olympischen Spielen in Paris sprintete Haase mit der 4-mal-100-Meter-Staffel auf den Bronzerang.

## Vereinszugehörigkeiten
Bis 2018 startete Haase für den LV 90 Erzgebirge. Seit 2019 ist sie beim Sprintteam Wetzlar, wohnt aber weiterhin in ihrer Heimat Sachsen und trainiert am Olympiastützpunkt in Chemnitz bei Jörg Möckel.

## Auszeichnungen
- 2024: Silbernes Lorbeerblatt[5]
- 2025: Sport Chemmy[6] als "Sportlerin des Jahres" 2024 von Chemnitz

## Bestleistungen
(Stand: 18. Februar 2019)
Halle
- 60 m: 7,14 s, 27. Januar 2017 in Erfurt
- 200 m: 22,77 s, 19. Februar 2017 in Leipzig
- 300 m: 36,92 s, 27. Januar 2017 in Erfurt

Freiluft
- 100 m: 11,06 s (+1,8 m/s), 25. Mai 2017 in Zeulenroda
- 200 m: 22,76 s (+1,1 m/s), 18. Juni 2017 in Stockholm

## Erfolge
national
- Dritte Deutsche U23-Meisterschaften 2013, Zweite 2014 (100 m), Meisterin 2015 (100 und 200 m)
- Deutsche Meisterin 2014 und 2015 und 2022, Vierte 2016, Zweite 2017, Dritte 2018 und 2021 (200 m)
- Dritte Deutsche Meisterschaften 2014, 2016, 2018 und 2021, Zweite 2015, 2017, 2020 und 2021 (100 m)

international
- U23-Europameisterin 2015 (100 m, 200 m, 4 × 100 m)
- Fünfte Weltmeisterschaften 2015, Vierte Weltmeisterschaften 2017, Zweite Weltmeisterschaften 2022 (4 × 100 m)
- Dritte Europameisterschaften 2016 und Europameisterschaften 2018, Erste Europameisterschaften 2022 (4 × 100 m)
- Vierte Olympische Spiele 2016 (4 × 100 m)
- Dritte Olympische Spiele 2024 (4 × 100 m)
- Achte Halleneuropameisterschaften 2017 (60 m)
- Halbfinale Weltmeisterschaften 2017 (200 m)
- Siegerin World Relays 2017 (4 × 100 m)

## Videos
- 2022: European Athletic Association: Women's 4x100m Relay Final | Munich 2022 | Germany auf YouTube, 13. August 2024, abgerufen am 23. August 2022 (englisch; Staffellauf zu Gold bei den Europameisterschaften 2022).
- 2024: Olympics: Women's 4x100m Final | Paris Champions auf YouTube, 13. August 2024, abgerufen am 13. August 2024 (englisch; Staffellauf zu Bronze bei den Olympischen Spielen 2024).